# 嗤う伊右衛門
『嗤う伊右衛門』（わらういえもん）は、京極夏彦による日本の小説。第25回泉鏡花文学賞受賞作、第118回直木賞候補作。
四代目 鶴屋南北の「東海道四谷怪談」と実録小説「四谷雑談集」を下敷きに執筆された、江戸怪談シリーズの第1弾。『このミステリーがすごい!』で第8位に、『週刊文春ミステリーベスト10』で第9位にランクインした。2004年に蜷川幸雄監督、唐沢寿明・小雪主演で映画化され、しかくの作画で漫画化もされた。

## 概要
本作の四谷怪談を京極独自の解釈でアレンジされており、大まかな設定を除くと全くの別物となっている。お岩は毒を盛られて醜くなったという設定が大きく変化しており、お岩は伊右衛門と出会う以前から既に病により既に醜くなっていたという設定から物語が始まっている。そして、伊右衛門もまた、理不尽な離縁が迫られた事や、伊藤家の策謀に翻弄されながらお岩の事を愛し続ける正義心の強い男として描かれている。

## あらすじ
御先手鉄砲組同心の娘・民谷岩は、2年前に疱瘡を患ってかつての美しい容姿を失うが、世間から笑われながらも凛とした態度を崩さずにいた。父である又左衛門は鉄砲の暴発で躰の自由を失い、お役御免になる前に何としても娘に婿を取らせて跡目を譲ろうと考え、出入りの足力按摩の宅悦から評判を聞いていた又市に婿捜しを依頼する。又市は3箇月の仕事の際に友人の直助の伝で用心棒役を任せた境野伊右衛門に目を付け、縁談の話を取り付ける。そして祝言を挙げた2人だったが、互いを想いつつも次第に不和が積み重なり、結婚して間もないにも拘らず言い争いが絶えなくなっていく。
一方、3箇月前に薬種問屋の娘・梅を手込めにした件で又市に脅迫を受け、又左衛門の仲介で娘を妻に娶ることになった筆頭与力の伊東喜兵衛は、悪意に突き動かされるままに意趣返しをするべく奸計を巡らせる。そして民谷夫妻の不和を聞きつけた喜兵衛は、双方に対して嘘を吹き込んで2人を苦しめようと目論む。

## 登場人物
民谷 伊右衛門（たみや いえもん）
摂州浪人。精悍で青白い細面の偉丈夫。旧姓は境野（さかいの）。
ついぞ笑ったことがないと言われ、取り分け愛想の悪いことも、つき合いの悪いこともないが、胸襟を開くこともない。色の道とは無縁の朴念仁で、愚鈍な印象はないが、出世にも金にも執着がなく、酒は嗜む程度、女買いも博奕も縁がなく、道楽といえば釣りを少々齧るだけという石部金吉。
剣術の腕は相当なもので、どこかの流派の免許皆伝だという。浪人暮らしの中で刀は売ってしまっていたが、婿入りの際に又市から無銘だが良く斬れる名刀を譲り受ける。浪人時代は木匠を生業としていたため、普請の腕もいい。
仕官していた摂州の小藩が5年前の御堀改修工事の際に不正が発覚してお取り潰しになり、勘定方の父は直接不正に関与していなかったものの責任を取って切腹し、母もその後を追って自害。二君に仕えずと志を立てて新たに仕官することもせず、江戸に流れてドブ板横丁の長屋に住まい、木匠の術を以て食の生計としていた。そんな時に又市から民谷家への婿入りの話を持ち込まれ、相手方の事情を聞いた上で武家の婚儀は家の存続のためと割り切り、容顔気性は二の次で、御目見以下とはいえ直参の御先手組の家柄だということで縁談を承諾する。
岩の事を醜いとも厭だとも思っておらず、むしろ愛情を抱いているが、岩には信じてもらえずに癇癪をおこされる。しかし怒鳴り返しもせず、黙って罪滅ぼしのように家や道具の修理をするので、余計に悋気の的となる。
民谷 岩（たみや いわ）
民谷又左衛門のひとり娘。生来気性が激しく、理に適わぬこと道に外れることを心底嫌う質で、意に染まぬ状況には烈火の如く怒る。今年で22歳になる。民谷家中興の功績者である4代前の当主の娘に肖った名をつけられた。
2年前の春に飛び切り重い疱瘡を病んで美しかった顔が醜く崩れてしまい、肌は渋紙のように渇き、髪は縮れて白髪が混じり、左の額はやや腫れ上がって黒ずみ、痣の部分には黒痘痕、左眼は白く濁って見えなくなり、腰も海老の如く曲がってしまった。だが、以前と変わらず飾ることもせずに凛とした態度を保ち続ける。
父に頼まれ縁談を持ってきた又市から、世間は飾りもせず恥ずかしがりもしない強さを怖がっているから嗤うのだと諭され、自分を思う父の気持ちを汲むつもりがあるなら己を飾って婿を取るようにと提案される。そして婿養子に来た伊右衛門と結婚するが、家柄も落ちぶれ、醜い顔である自分に抵抗もせず婿入りした伊右衛門の本心がわからず、憐れみもなにも欲しくないと思っているので癇癪をおこす。だが、家庭の不和を聞きつけた喜兵衛から伊右衛門の窮状を聞かされ、彼のことを想って、民谷家の家督を譲って家を出る。
直助（なおすけ）
深川万年橋の町医者・西田尾扇の許で、住込で奥向きの雑用をしている下男。卵の如き凹凸の少ないつるりとした顔。伊右衛門と同じ長屋の斜向いに住む、袖という妹がいる。その気はないが、囲いを揺さぶり掻き乱す男。
侍が嫌いだが、妹の想い人だった伊右衛門は例外で、人嫌いの彼と言葉を交わす数少ない知辺のうちのひとり。宅悦とは3年前に中間部屋の博奕場で出会って以来の博奕仲間。
春先の梅が咲いた頃、喜兵衛へ談判する又市に同行し、その際に伊右衛門に用心棒の真似事を依頼した。その直後から妹が病みつき、以来宅悦達との付き合いも悪くなり、3箇月後に妹が自殺した後は通夜に顔も出さずに失踪する。
又市（またいち）
異名：御行の又市（おんぎょう の またいち）、小股潜りの又市（こまたくぐり の またいち）
小股潜りの通り名を持つ小悪党。卑怯小細工を弄して、虚言を以て丸め込むを得意とする談合上手で、強請りたかりや縁談の斡旋を生業とする。
武州三多摩の水飲み百姓の子。父親は酒乱で稀代のろくでなし、又市が八つのときに死んだといい、母親は又市が二つの頃に小間物屋だか飴屋の男と逃げて以来消息が分かっていない。
この頃は下谷の金杉に住まい、1年程前から雑司が谷界隈をふらりと訪れるようになる。春先、梅を手込めにした伊東に抗議談判をするため、宅悦と直助と伊右衛門を伴って四谷左門町の御先手組組屋敷に乗り込み、斬られかける直前に又左衛門に助けられる。3箇月後に宅悦から岩に婿養子を探すよう依頼され、その相手に伊右衛門を勧める。
『巷説百物語シリーズ』にも登場する。冒頭での彼の発言から、『前巷説百物語』の『旧鼠』から2年程が経過していると分かる。
宅悦（たくえつ）
異名：灸閻魔の宅悦（やいとえんま の たくえつ）、艾地獄の宅悦（もぐさじごく の たくえつ）
雑司が谷に住まう足力按摩。灸閻魔や艾地獄の別称は、自身に灸を指南してくれた恩人から譲り受けて家の軒下に下げてある閻魔大王の滑稽な絵面看板に由来する。
元は百姓の倅で、童子の頃から力以外に取り柄がなく、口減しに奉公に出されたが、どの店でも役に立たず、あぶれて喰い詰めて按摩稼業を始めた。本来は目明き按摩だったが、何の因果か按摩を始めて2年で頭が禿げ、5年で眼が萎えてしまう。現在では夜は全く見えず、昼間でもかつての5割程も見えていないが、1年と半年かけて常人と変わらぬ程度には動けるようになった。
又市に連れられて御先手組組屋敷に乗り込んで以来、四谷の方も仕事でよく巡回っており、又市に岩の婿養子捜しについて頼み込む。
伊藤 喜兵衛（いとう きへい）
四谷左門殿町の御先手御鉄砲組与力。狒のごとき赤ら顔。10騎の与力の中では一番の新参者だが、6年ばかり前に大枚を叩いて与力を隠居した伊東家に養子縁組の手続きを取り、お抱え席の分限を買い取った。
放逸放恣なる行状止まるところを知らず、賄賂は取る目零しはするなど悪い噂が尽きない外道。分けても色の道にかけては見境がなく、誰かれ構わず手をつけ力ずくで手込めにし、不惑を過ぎても妻を娶らず、役宅にまで妾を2、3人置く色狂い。ただし剣の腕だけは立つ手強い相手。異常な普請好きであり、拝領宅地への新たな家作や賃貸しの禁を破って、表向きは屋敷の修繕として年に数回屋敷の改築を繰り返し、先年と先々年には離れを2つも増築して侍妾を囲っている。
己の利達や功名には何の興味も持たないが、何か気に入らないことがあると肚の中に泥の如き悪意が湧き、数倍数十倍にして意趣返しをせねば収まらず、生涯消えない泥を薄めるように酒を飲む。執念深く、目的のためなら手段を選ばず、平気で嘘を吐き、馬鹿にするために金を貸す、甚振るために出世させる、直接責めずに周囲を責めるなど、相手を苦しめるため相手の利になることもして、その様子を陰から笑う。配下の者でも気に入れば取り立てて出世させるが、悖えば嫌がらせを延々と繰り返し、挙げ句汚い手を使い、罠に嵌め失脚させるので、禄を召し上げられた同心も少なくない。
実は前組頭・三宅左内の落とし胤で、現在組頭を勤める彌次平衛の異母弟にあたる。母は左内が部屋住みの頃に懇意にしていた札差の下働きで、蔵前の札差仲間の月行事を勤める蔵宿の与兵衛を父と思い、その総領の跡継ぎとして、金貸しの商道の仕組みや算盤を読むこと、他人の顔色を読むことだけを教えられて育つ。26歳の時に気が緩んで口を滑らせた父から出生の秘密を知り、侍は無条件で礼を尽くせ、女は凡て売女だという教えに従い、父を打ち据え、血の繋がらない育ての母と妹を犯して、大金を持って遁走、遊郭に立て籠もって放蕩三昧に明け暮れる。与兵衛から相談を受けた実の父に、いずれ何等かの形で召し抱えると約束させて、弟に札差の鑑札を譲り、遊び暮らす一方で武術を極める。精々80俵高の貧乏暮らしの筈だが、札差を継いだ弟の懐から無尽蔵に金子が出るので、暮らし向きは裕福。

民谷 又左衛門（たみや またざえもん）
四谷左門町の御先手御鉄砲組同心。間もなく60歳になる。岩の父。
謹厳実直、質実剛健だが言い換えれば粗相もせぬが目立ちもしない、沈香も焚かず屁もひらずといった人柄。前の組頭の左内の目に止まり、御手先組を代々勤め上げた稀なる家系として称えられて20余年を勤めるが、微禄で貧しい暮らし向きにも拘らず、役のない日は内職もせず、不意の呼び出しに備え控え居るので、蔭で糞真面目の馬鹿正直と揶揄される。また、自分には無為なる勤勉以外に何の取り得もないことを自覚している。
15年前に妻に先立たれ、母も10年前に死去。中間や小者も居らず、岩とふたり暮らしで、近親者や組内に同心株を譲るような者もいない。妻を亡くして以来、女気もまるでない。
伊東と又市が一触即発になっているのを見かねて割って這入り、八方丸く収めるために根回しし、表向き喜兵衛に嫁入りさせるという名目で梅を養女に取る。だが間もなく、手入れ中の鉄砲の暴発で左目の視力と右腕の自由を奪われ、娘に軽蔑されることを恐れて同心株を売却することもできず、お役御免になる前に婿を探して跡目を譲ることを決意。娘が株を売るよう提案したのは婿取りが叶う訳がないと思っているからだと考え、どんな手を使ってでも婿を捜すべく、宅悦から評判を聞いていた又市に婿を連れて来て貰うよう依頼する。
民谷 梅（たみや うめ）
両国の薬種問屋「利倉屋」の主、茂介のひとり娘。昨年の師走、伊藤喜兵衛にさらわれ手籠めにされた。雀の涙程の詫び料を届けただけで済ませようとした喜兵衛に激怒した父親が又市に依頼したことで、紆余曲折を経て民谷又左衛門の養女となり、喜兵衛に輿入れする。ただ同じ組内での婚姻は認められていないことから実際には喜兵衛の囲い女であり、凡ての外出とあらゆる自由を禁じられ、己の躰のみを求める喜兵衛に嬲られて娘を身籠る。
秋山 長右衛門（あきやま ちょうえもん）
四谷左門町の御先手御鉄砲組同心で、喜兵衛の腰巾着のひとり。幇間染みた間抜け面。
喜兵衛が与力になった際、町人出の彼に嘲笑するような視線を寄越したように感じたという理不尽な理由で責められて躰を壊したが、先代の残した多額の借財を喜兵衛に返済してもらったことから、彼の従順な家来となり悪事の片棒すら担ぐようになった。しかし、喜兵衛からは嫌われている。秋山長右衛門本人はその事に全く気づいていない。
堰口 官蔵（せきぐち かんぞう）
四谷左門町の御先手御鉄砲組同心で、喜兵衛の腰巾着の一人。鯰の如き面。用心深く悪知恵の働く小悪党。35歳。
岩の顔の痘痕が疱瘡の痕とは違うことに気づき、喜兵衛に怨みを抱く何者かが、彼が嫁に望んだ岩に唐の毒を盛ったのではないかと考える。
お袖（おそで）
17、8歳になる直助の妹。伊右衛門と同じ長屋の斜向かいに住み、仕立屋の彦兵衛の許で縫い子をしている。1年以上前から伊右衛門に淡い好意を寄せていた。気さくだが病がちで、寝たり起きたりが3箇月程も長引いており、2箇月ばかり前から話し相手を兼ねて宅悦に灸療治を受けていたが、夏のある日、首を吊って自殺してしまう。
お槇（おまき)
昔の男を求めて諸国を巡り歩き、雑司が谷界隈の辻堂に住まう唐針売り。渋紙みたいな面に斑らに白粉を塗り歯のない口に紅を指しており、見た目は70歳過ぎの婆だが、実際は50歳を幾つか過ぎたばかり。商売っ気はこれっぽっちもなく、針を売りながら道行く男に手当たり次第色目を遣う。
辻堂の脇の松の木で首を吊った後、又市と宅悦によって葬られる。
西田 尾扇（にしだ びせん）
深川万年橋の町医者。疱瘡に罹った岩の脈をとるが、ただの疱瘡ではないと見立て、喜兵衛達に脅されて民谷家に出入りする小平の名を告げる。
『前巷説百物語』の『二口女』にも登場する。
小平（こへい）
異名：小仏小平（こぼとけ こへい）
利倉屋から薬を卸し受ける担ぎの薬売り。まだ17、8の年端もいかぬ若造。浅草に住まう父親の孫平が躰を壊し、隠居して跡を継ぐ。
民谷の家に出入りして、代代民谷家の女が愛用している、壮気精という血の道に効く唐薬を納めている。西田からその話を聞いた喜兵衛に拉致され、薬は利倉屋から仕入れていることを話す。
孫平は養父であり、実の父は『覘き小平次』に登場する俳優の小平次。
三宅 彌次平衛（みやけ やじへい）
御先手鉄砲組組頭。6年前に鬼籍に入った父・左内から跡目を受けた。温厚篤実な人柄にして才気煥発なる立派な仕事振りの、実に立派な頭。だが、父の遺言を受けて異母弟の喜兵衛を町人から御先手組与力に推挙し、その放逸放恣な行いに目を溢し庇っている。
三宅 左内（みやけ さない）
先代の御先手組組頭。故人。彌次平衛と喜兵衛の父。喜兵衛は部屋住みの頃に札差の下働きをしていた娘に生ませた落とし胤で、札差の与兵衛に引き取って育てさせる。与兵衛から相談されて息子の乱心乱行に取り乱し、彼が立て籠もる遊郭に駆けつけ、旗本次男坊と認めて部屋住み扱いにするという要求は拒み、代わりにいずれ何等かの形で召し抱えることを約束する。
利倉屋 茂介（とくらや もすけ）
両国の薬種問屋「利倉屋」の主人。男手ひとつで育て上げた娘を傷物にされ、訴えても取り上げて貰えず、半狂乱になって娘も伊東も殺して自分も死ぬと出刃を持ち出した。そこで顔馴染みの直助、宅悦を経て担ぎ出された又市が、相応の礼金と引き換えに丸く収めることを約束したため、娘を伊東に正式に娶るよう話をつけるよう依頼する。梅が喜兵衛に嫁いだ後は、娘にも孫にも会えずすっかり気落ちしている。
佐藤 余茂七（さとう よもしち)
御書物奉行配下同心で民谷家の遠縁。世事に疎いところがあり、又左衛門とも1、2度顔を合わせたことがある程度で、伊右衛門とは一面識もなかった。
又左衛門の死後は本家と絶縁状態にあったが、一連の惨事から1年後、再び怪事の噂が立った民谷の屋敷へ伊右衛門の様子を伺いに行く。

## 用語
民谷家（たみやけ）
代々御手先御鉄砲組の同心を勤める、江戸に於いて御手先組の歴史と等しく古い歴史を持つ御手先組最古参の家系。元は三河の郷士で、先祖は神君家康公江戸入府の際に同道して武蔵国忍城城番を勤め、それが御手先組に改役された時に、後に左門町と呼ばれる土地を拝領した。先祖代々稲荷明神を信仰しており、屋敷の庭にも稲荷社がある。有事の際に上様の先陣を勤めるのが本来で、芝増上寺参拝の折りにも先陣を切って警護を勤めたと伝えられるが、直参の名家名門とはいえ御目見の叶わぬ身分の雑兵の裔に過ぎず、現在では精々助役で火盗改を勤める程度で、平素は蓮池、平川口、梅林坂、紅葉山、坂下の5門の交代警備をする門番でしかない。かつては数百石を拝領していたものの、今は高々30俵3人扶持の貧乏暮らしで、袖の下の取り様もない上に内職もしないので借財ばかりが嵩んでいる。
4代前の当主で婿養子の伊左衛門と5代前の当主・伊織の娘である於岩の夫婦は、米価下落の折りに傾きかけた民谷の家を再興させた、中興の功績者とされ、特に岩は民谷の名を捨て家を出て旗本の許に住込で下女奉公、寝食を忘れてただひたすら働き仕送りをして民谷家を支えた貞女の鑑とされている。
壮気精（そうきせい）
血の道の良薬。高価なものではないが、利倉屋以外の問屋では扱っていない。民谷家の4代前の当主・伊左衛門が衰弱した妻の於岩の英気を養うために買い求め、爾来民谷家では常備薬としている。

## 書誌情報
小説
- 四六判：中央公論社、1997年6月、ISBN 4-12-002689-2
- 新書判：中央公論新社〈C★NOVELS〉、1999年8月、ISBN 4-12-500603-2
- 文庫判：角川書店〈角川文庫〉、2001年11月、ISBN 4-04-362001-2
- 文庫判：中央公論新社〈中公文庫〉、2004年6月、ISBN 4-12-204376-X
- 四六判：中央公論新社、2024年10月、ISBN 4-12-005847-6

漫画
- しかくの 『漫画・嗤う伊右衛門』 角川書店〈怪BOOKS〉、2006年2月、ISBN 4-04-853921-3

## 映画
2004年2月7日、東宝の配給により公開。PG-12指定。第16回東京国際映画祭に特別招待作品として出品された。
第49回アジア太平洋映画祭で助演男優賞（香川照之）と美術賞（中澤克巳）を、第17回日刊スポーツ映画大賞・石原裕次郎賞で主演女優賞（小雪）を受賞した。

### キャスト
- 民谷（境野）伊右衛門 - 唐沢寿明（少年時代：濱口和之）
- 民谷岩 - 小雪
- 民谷又左衛門 - 井川比佐志
- 伊東喜兵衛 - 椎名桔平
- 御行の又市 - 香川照之
- 直助 - 池内博之
- 宅悦 - 六平直政
- 梅 - 松尾玲央
- 袖 - 清水沙映
- 余茂七 - MAKOTO
- 西田尾扇 - 大門伍朗
- 秋山長右衛門 - 不破万作
- 利倉屋 - 妹尾正文
- 堰口官蔵 - 新川将人
- 勇之介 - 月川勇気
- 八丁堀 - 冨岡弘
- 伊右衛門の父 - 谷口高史
- お槇 - 藤村志保